# Wilson Boldewijn
Wilson Richard Boldewijn (Amsterdam, 31 juli 1975) is een Nederlands presentator en journalist.

## Jeugd
Wilson Boldewijn groeide op in Amsterdam-Zuidoost en later Hoogkarspel, als zoon van een uit Suriname geëmigreerde vader. Hij heeft een broer.

## Carrière
Boldewijn begon in 2001 bij de Amsterdamse zender AT5, waar hij onder meer het AT5 Nieuws en De Zwoele Stad presenteerde. Tussen 2007 en 2015 was hij te zien als verslaggever en presentator van Editie NL op RTL 4. Daarna was hij freelance journalist. Sinds 2017 is hij online te zien bij De Telegraaf, op de site en in de apps van de krant.
Samen met Saskia Belleman maakt hij de podcasts De Zaak Ontleed en Zij is van mij.
In 2018 schreef Boldewijn een biografie over Octave Durham, getiteld Meesterdief, en in 2019 een biografie over Mike Passenier (Big Mike).
- Gemeinsame Normdatei: 1218118695
- International Standard Name Identifier: 0000 0004 9416 1170
- Virtual International Authority File: 4220154923745663780002
- WorldCat: E39PBJpykWJb7McrHxb8pKDXh3